# 杜农一
杜农一，中国人民解放军军人、驻外武官。
2013年至2020年，任驻韩国国防武官（陆军少将衔）。退役后，曾任中国国际战略学会副会长。